# Dymnomyszka równikowa
Dymnomyszka równikowa (Heimyscus fumosus) – gatunek gryzonia z rodziny myszowatych, występujący w Afryce Środkowej.

## Systematyka
Gryzoń ten został opisany w 1965 roku jako gatunek z rodzaju myszówka (Hylomyscus). Miejsce typowe to Makokou w Gabonie. W 1969 roku gatunek został przeniesiony do odrębnego rodzaju Heimyscus, jako że zwierzę to różnią od myszówek cechy morfologiczne, chromosomowe, ekologia i sekwencja aminokwasowa cytochromu b. Dymnomyszka równikowa ma 20 par chromosomów (2n = 40, FNa = 48).
W wydanej w 2015 roku przez Muzeum i Instytut Zoologii Polskiej Akademii Nauk publikacji „Polskie nazewnictwo ssaków świata” rodzajowi temu nadano nazwę dymnomyszka, a gatunkowi – dymnomyszka równikowa.

## Występowanie
Dymnomyszka równikowa występuje w południowym Kamerunie, Kongu, Gabonie, kontynentalnej Gwinei Równikowej (Mbini) i południowej Republice Środkowoafrykańskiej. Jest spotykana w lasach nizinnych, od 100 do 620 m n.p.m. Zwierzę to jest trudne do schwytania, przez co wydaje się rzadkie.
W Republice Środkowoafrykańskiej jest spotykana we wszystkich środowiskach leśnych, oprócz brzegów strumieni, rzadziej tam, gdzie ma miejsce wycinka drzew. W Gabonie jest częściej spotykana w lasach pierwotnych niż na terenach sąsiadujących z uprawami zaburzonych przez działalność ludzką. W lesie pierwotnym w pobliżu Makokou w Gabonie był to drugi lub trzeci pod względem liczebności gatunek małego gryzonia (najpospolitsza była myszówka gwiezdna, Hylomyscus stella).

## Wygląd
Jest to mała, delikatna mysz z miękkim, szarobrązowym futrem. Jej ciało wraz z głową ma długość 81–105 mm (średnio 94,3 mm), ogon ma 88–108 mm (średnio 95,8 mm), a długość tylnej stopy to 21–23 mm (średnio 21,9 mm). Masa ciała wynosi 13–28 g, średnio 20,1 g. Samice są znacznie masywniejsze niż samce. Grzbiet gryzonia jest szarobrązowy, z rudawym odcieniem u niektórych osobników; spód jest szarobiały, niewyraźnie oddzielony od boków ciała. Oczy są bardzo małe, uszy dość długie. Wibrysy są białawe, co sprawia, że zwierzątko wygląda, jakby miało biało oprószony pyszczek. Stopy są pokryte krótkimi białymi włosami; tylne stopy są wąskie, z piątym palcem dłuższym niż pierwszy i sięgającym nieco poza nasadę czwartego palca. Na śródstopiu tylnej stopy znajduje się sześć dość małych, regularnie ułożonych poduszek. Ogon jest tak długi jak reszta ciała, sprawia wrażenie nagiego.

## Tryb życia
Dymnomyszka równikowa prowadzi naziemny tryb życia. Mieszka w wykopanych norach, które mają dwa wyjścia, lub wśród korzeni drzew. Gniazdo wyścieła liśćmi. Dieta składa się po połowie z owadów i pokarmu roślinnego – nasion i miąższu owoców. Do zjadanych stawonogów należą karaczany, gąsienice, chrząszcze, larwy muchówek, termity i wije.
W Gabonie stwierdzono, że areał osobniczy samców (średnio 2900 m²) jest trochę większy, niż w przypadku samic (średnio 2500 m²). Na jednym obszarze gryzonie rozmnażały się przez cały rok, ze szczytem aktywności w porze suchej (styczeń–marzec), na innym tylko od sierpnia do marca. W miocie rodzi się od 1 do 4 młodych. W południowo-zachodnim Gabonie samice dojrzewały płciowo później niż samce.

## Populacja i zagrożenia
Dymnomyszce równikowej zagraża utrata siedlisk w związku z wylesianiem dla pozyskania drewna i na potrzeby rolnictwa. Gatunek ma jednak duży zasięg występowania, a liczebność jest uznawana za stabliną. Wykorzystanie dołów-pułapek do oceny liczebności ukazuje, że gryzonie te są pospolitsze, niż wcześniej sądzono – niechętnie wchodzą do klasycznych pułapek. Międzynarodowa Unia Ochrony Przyrody uznaje dymnomyszkę równikową za gatunek najmniejszej troski.